# Thomas Lewis junior
Thomas Lewis Jr. (* im Augusta County, Virginia) war ein US-amerikanischer Politiker. In den Jahren 1803 und 1804 vertrat er den Bundesstaat Virginia im US-Repräsentantenhaus.

## Leben
Die Quellenlage über Thomas Lewis ist nicht sehr ergiebig. Seine genauen Lebensdaten sind nicht bekannt; auch über die Jugend und Schulausbildung von Lewis ist nicht viel überliefert. Es wird lediglich erwähnt, dass er öffentliche Schulen besuchte. Ende der 1790er Jahre schloss er sich der von Alexander Hamilton gegründeten Föderalistischen Partei an.
Bei den Kongresswahlen des Jahres 1802 wurde Lewis im fünften Wahlbezirk von Virginia in das US-Repräsentantenhaus in Washington, D.C. gewählt, wo er am 4. März 1803 die Nachfolge von John Johns Trigg antrat, der in den 13. Distrikt wechselte. Die Wahl wurde von seinem Gegenkandidaten Andrew Moore angefochten. Als diesem Einspruch stattgegeben wurde, musste Lewis sein Mandat am 5. März 1804 an Moore abtreten. Nach dem Ende seiner Zeit im US-Repräsentantenhaus verliert sich die Spur von Thomas Lewis wieder.